# Іпіалес
Іпіалес (ісп. Ipiales) — місто на кордоні з Еквадором у департаменті Нариньйо на південному заході Колумбії.

## Географія
Іпіалес знаходиться безпосередньо у пасмі Кордильєри-Оксиденталь на висоті близько трьох кілометрів над рівнем моря.

### Клімат
Місто знаходиться у зоні, котра характеризується вологим тропічним кліматом. Найтепліший місяць — січень із середньою температурою 12.8 °C (55 °F). Найхолодніший місяць — липень, із середньою температурою 9.4 °С (49 °F).
| Клімат Іпіалеса         | Клімат Іпіалеса | Клімат Іпіалеса | Клімат Іпіалеса | Клімат Іпіалеса | Клімат Іпіалеса | Клімат Іпіалеса | Клімат Іпіалеса | Клімат Іпіалеса | Клімат Іпіалеса | Клімат Іпіалеса | Клімат Іпіалеса | Клімат Іпіалеса | Клімат Іпіалеса |
| Показник                | Січ.            | Лют.            | Бер.            | Квіт.           | Трав.           | Черв.           | Лип.            | Серп.           | Вер.            | Жовт.           | Лист.           | Груд.           | Рік             |
| Абсолютний максимум, °C | 22              | 25              | 23              | 22              | 21              | 22              | 21              | 22              | 22              | 23              | 25              | 25              | 25              |
| Середній максимум, °C   | 16              | 16              | 16              | 15              | 16              | 15              | 13              | 14              | 15              | 16              | 16              | 16              | 16              |
| Середня температура, °C | 13              | 12              | 12              | 12              | 12              | 11              | 9               | 11              | 11              | 12              | 12              | 12              | 12              |
| Середній мінімум, °C    | 10              | 9               | 9               | 9               | 9               | 8               | 5               | 8               | 8               | 9               | 9               | 8               | 8               |
| Абсолютний мінімум, °C  | 2               | 3               | 0               | 0               | 2               | 1               | 0               | 1               | 1               | 3               | 0               | 2               | 0               |
| Норма опадів, мм        | 70              | 50              | 80              | 80              | 70              | 40              | 30              | 20              | 30              | 70              | 80              | 60              | 750             |
| Днів з дощем            | 5               | 4               | 5               | 5               | 4               | 3               | 2               | 2               | 3               | 5               | 5               | 4               | 51              |
| ----------------------- | --------------- | --------------- | --------------- | --------------- | --------------- | --------------- | --------------- | --------------- | --------------- | --------------- | --------------- | --------------- | --------------- |
| Джерело: Weatherbase    |                 |                 |                 |                 |                 |                 |                 |                 |                 |                 |                 |                 |                 |

## Туристичні місця
Неподалік Іпіалеса знаходиться всесвітньо відома церква Лас Лахас, визнана британською газетою The Daily Telegraph найкрасивішою в світі за її розташування та архітектуру.